# Сан-Себастьяно-аль-Везувио
Сан-Себастьяно-аль-Везувио (итал. San Sebastiano al Vesuvio) — коммуна в Италии, располагается в регионе Кампания, в провинции Неаполь.
Население составляет 9851 человек, плотность населения составляет 4926 чел./км². Занимает площадь 2 км². Почтовый индекс — 80040. Телефонный код — 081.
Покровителем коммуны почитается святой Себастьян, празднование 20 января.